# AmerisourceBergen
AmerisourceBergen NYSE : ABC est une entreprise de commerce de gros de médicaments, basée à Chesterbrook en Pennsylvanie. 

## Histoire
Elle a été fondée en 2001 à la suite d'une fusion entre Bergen Brunswig et AmeriSource.
En janvier 2015, AmerisourceBergen acquiert pour 2,5 milliards de dollars MWI Veterinary Supply, spécialisée dans la distribution de médicaments vétérinaires et qui possédait un chiffre d'affaires de 3 milliards de dollars en 2014,.
En octobre 2015, AmerisourceBergen acquiert Pharmedium Healthcare pour 2,58 milliards de dollars, pour étendre son activité vis-à-vis des hôpitaux et établissements de soins.
En novembre 2017, AmerisourceBergen annonce l'acquisition de H.D. Smith pour 815 millions de dollars.
En janvier 2021, AmerisourceBergen annonce l'acquisition des activités de distributions de Walgreens Boots Alliance, excepté les activités italiennes, allemandes et chinoises, pour 6,5 milliards de dollars.
Dans le cadre de la crise des opioïdes, en juillet 2021, le laboratoire pharmaceutique Johnson & Johnson accepte de payer 5 milliards sur neuf ans et les distributeurs AmerisourceBergen, McKesson, Cardinal Health - fournisseurs de quelque 90 % des médicaments américains - 21 milliards sur 18 ans. Ces sociétés espèrent ainsi mettre fin à près de 4 000 actions intentées au civil par des dizaines d'États américains et collectivités locales, dans le cadre d'une proposition d'accord à l'amiable « historique ». Selon Le Figaro, « la crise américaine des opiacés, déclenchée par la promotion agressive de médicaments anti-douleur très addictifs tels que l'oxycodone dans les années 1990, a fait plus de 500 000 morts par overdose aux États-Unis en deux décennies. »

## Actionnaires
Liste des principaux actionnaires au 2 juillet 2022 :
| Actionnaire                     | %      |
| ------------------------------- | ------ |
| Walgreens Boots Alliance        | 25,2 % |
| The Vanguard Group              | 8,51 % |
| Newfleet Asset Management       | 7,85 % |
| Alpine Associates Management    | 3,34 % |
| SSgA Funds Management           | 3,31 % |
| JPMorgan Investment Management  | 3,15 % |
| BKF Asset Management            | 2,83 % |
| Thornburg Investment Management | 2,81 % |
| en:United States Trust          | 2,72 % |
| Fiduciary Management            | 2,70 % |